# Ling-wu
Ling-wu (čínsky pchin-jinem Língwǔ, znaky zjednodušené 灵武, tradiční 靈武) je městský okres v městské prefektuře Jin-čchuan v autonomní oblasti Ning-sia v Čínské lidové republice. Rozloha celého městského okresu je 4639 čtverečních kilometrů a v roce 2010 v něm žilo přibližně 262 tisíc obyvatel.
Ling-wu je známé svými čínskými datlemi, plody Cicimku čínského (Ziziphus jujuba).

## Historie
Na místě Ling-wu vznikl za říše Západní Chan roku 191 př. n. l. okres Ling-čou (灵洲). Ve 2. století byl region zabrán kočovníky Siung-nu.
Říše Severní Wej zde roku 437 založila vojenskou kolonii (镇, čen) Po-ku-lü (薄骨律). Roku 526 vznikl kraj Ling-čou. Za říše Severní Čou zde existoval okres Chuej-le (回乐). Říše Suej kraj Ling-čou reorganizovala ve stejnojmennou komandérii. Po nástupu Tchangů (roku 618) byla komandérie opět přejmenován na kraj Ling-čou. Během povstání An Lu-šana sem uprchl tchangský následník trůnu a prohlásil se zde císařem (císař Su-cung, vládl 756–762).
Roku 1002 zabrali Ling-čou Tanguti a přejmenovali jej na prefekturu Si-pching (西平府). Po přijetí císařského titulu tangutským panovníkem Li Jüan-chaoem se Si-pching stal jedním z hlavních měst tangutské říše Západní Sia. Od 13. století byl region součástí mongolské říše Jüan a od 14. století čínské říše Ming. Za Mingů zde byla vojenská posádka o tisíci mužích.
Po reorganizaci v souvislosti se vznikem Čínské republiky zde roku 1913 vznikl okres Ling-wu, od roku 1929 jako součást provincie Ning-sia. Později se podřízenost okresu Ling-wu měnila, roku 1998 byl reorganizován v městský okres a roku 2002 byl podřízen městské prefektuře Jin-čchuan.